# 松永貴志
松永 貴志(まつなが たかし、1986年1月27日 - )は、日本の作曲家、編曲家、ピアニストである。

## 人物
兵庫県芦屋市出身。巨匠ハンク・ジョーンズに絶賛され、2003年5月、17歳でアルバム「TAKASHI」でメジャーデビュー。各種メディアにも多数取り上げられ、ベストセラーとなる。ジャズの名門、米ブルーノートレーベル70年の歴史上、最年少リーダー録音記録を樹立。
18歳で作曲・演奏したテレビ朝日系「報道ステーション」テーマ曲「オープン・マインド」で一躍注目を浴びる。第14回「出光音楽賞」受賞。ハービー・ハンコックやボビー・マクファーリン、ロン・カーターなど世界の大物アーティストや、岩城宏之と、ガーシュウィン「ラプソディ・イン・ブルー」で共演する。
2007年「シンフォニック・バレエ音楽とダンスの完全融合ーラプソディ・イン・ブルー」を東京フィル、大阪センチュリー交響楽団、ラスタ・トーマス、服部有吉、辻本知彦、上野隆博、金聖響と共に全国で上映。学習院初等科音楽鑑賞会にて皇太子徳仁親王、愛子内親王観覧の中、学習院初等科初のジャズコンサートで演奏。「題名のない音楽会21」のゲスト司会をこれまでに3度務める。
「東日本大震災チャリティーコンサート〜芦屋から被災地へ〜」を自ら企画し、その想いに賛同した宮川大助、hiroko(mihimaruGT)、川嶋あい、奥村政佳(RAG FAIR)、FRIED PRIDEなど様々なアーティストが参加し、被災地へエールを送ると共に、公演の収益全額を寄付した。
フジテレビ系「新報道2001」(朝への扉)、ABC「NEWSゆう+」(We're friends!)、BS朝日「激論!クロスファイア」(クロスファイア)のテーマ曲および挿入曲を作曲・演奏。
2012年4月～「坂道のアポロン」(CX系アニメノイタミナ)の中で、主人公西見薫のピアノを全て演奏。また、劇伴楽曲を3曲提供、プロデューサー菅野よう子とコラボレーションを果たした。 SECOMのコマーシャルを作曲・演奏。田中公平とのコラボCD「ピアノpianoぴあの」を発表。サクラ大戦の演奏と編曲を手掛ける。2013年4月～フジテレビ「FNNスーパーニュース」テーマ曲、スタジオBGM、Cueカットを作曲。
12月、パリのルーヴル美術館で行われた国際親善記念コンサートに出演。
2015年、阪神・淡路大震災20年NHKドラマ「二十歳と一匹」、映画「種まく旅人　くにうみの郷」の音楽を作曲。ポーランドのマンガ日本美術・技術博物館のテーマ曲を作曲する。
2022年4月～、NHK神戸放送局のニュース・情報番組「Live Love ひょうご」「兵庫ニュース845」のテーマ曲や気象情報のBGMなどを作曲。

## メディア出演

### テレビ
- テレビ朝日：「報道ステーション」、「題名のない音楽会21」
- フジテレビ：「めざましテレビ」、「meet again～夢写真館～」、「おまたせ!!ラグ定食」、「いつでも笑みを」
- TBS：「はなまるマーケット」、「ウォッチ!」
- NHK：「トップランナー」、「芸術劇場」シンフォニックバレエ「ラプソディ・イン・ブルー」、「スタジオパークからこんにちは」、「ぐるっと関西プラス」、「クラシックもめちゃええやん」、「17歳の天才ジャズピアニスト・松永貴志の素顔に迫る」、「おはよう関西」、「東京ジャズ」、「関西ニュース1」、「らららクラシック」
- NHK教育：「青少年のためのコンサート」
- NHK大阪：「関西ジャズ」
- NHK福井放送：「さらさらカフェ」
- 毎日放送：「情熱大陸」、「ちちんぷいぷい」、「映像'03 17歳ジャズピアニスト」
- テレビ東京：「たけしの誰でもピカソ」、「音遊人（みゅーじん）」
- 朝日放送：「NEWSゆう＋」、「ドキュメンタリースペシャル ジャズピアニスト松永貴志2004～夏の宿題～」、「ワイドABCでーす みよ缶」、「スタンダップ!」
- 関西テレビ：「ピーコ&兵動のピーチケパーチケ」
- 読売テレビ：「世界で活躍する少年少女特集」
- 北海道文化放送：「のりゆきのトークDE北海道」
- 名古屋テレビ放送：「どですか」
- 東海テレビ：「ぴーかんテレビ元気がいいね」
- 愛知国際放送：「evening-i」
- テレビ国際放送：「ジャズピアニスト松永貴志」
- 中京テレビ：「NNNニュースプラス1」
- 名古屋テレビ：「サンダー1」
- サンテレビ：「伝えたい僕達の震災」「ひるカフェ」
- BS日テレ：「めいほう高原音楽祭」
- EBS：『 스페이스 - 공감』・KBS
- テレビ東京：「音遊人（みゅーじん）」2006年1月28日
- BSジャパン「エンター・ザ・ミュージック」

(順不同)

### ラジオ
- ラジオDJ

東北放送「放課後のJAZZ」(2003年10月5日〜2004年9月25日)
朝日放送ラジオ「松永貴志のミュージックファイル」(2012年1月7日〜2021年3月28日)
全国AM数局「松永貴志のGOLDEN JAZZ RADIO」(2019年1月〜)

### 新聞・雑誌
- 神戸新聞・随想連載(2004年5月19日〜8月26日)
- 月刊ピアノ・エッセイ連載(2009年1月〜3月号)

アエラ（表紙）、プレジデント、The Japan Times、ハーバードビジネスレビュー、荘苑、少年ジャンプ、MEN'S NON・NO、smart、FINE BOYS 時計、アニメージュ、GINZA、週刊文春、週刊朝日、SPA!、サンデー毎日、ザ・テレビジョン、リスアニ！、Bon Voyage、SKY CHANNEL、JAZZ JAPAN、ジャズライフ（表紙）、スイングジャーナル、月刊ピアノ、キーボードマガジン、CDジャーナル、MM-JAZZ、新聞全国各紙、（朝日新聞・時の人など）etc

### CM
- NTTドコモ関西
- NTTドコモ『FRIC RUN』

## エピソード
- ロン・カーターは、「処女航海」の公開録音の時、「彼のピアノセンスは素晴らしい」とコメントしている[1]。
- アニメ「坂道のアポロン」で共演した作曲家菅野よう子は、「松永君はテクニック・作曲能力が素晴らしく、キャッチーなフレーズ、ビート感も物凄い。人に聞かせるということが出来る」と評している[2]。

## 来歴
1999年
- ジャズピアノの巨匠ハンク・ジョーンズに「ずば抜けた演奏」と絶賛される。

2001年
- 8月 - コシノヒロコから舞台衣装を贈呈され、700人の観客の前でプロデビューリサイタルを行う。15歳でプロデビューを果たす。

2002年
- 8月 - ガーシュインの「ラプソディー・イン・ブルー」でオーケストラと初共演。

2003年
- 4月 - 高等学校が使用する英語教材「Watching Light」と「Watching1」2004～2005年版に、松永貴志が掲載される。
- 5月 - 17歳でアルバム「TAKASHI」(EMI)でメジャー・デビュー。
- 7月 - 初の全国ツアーを行う。
- 8月 - 「東京JAZZ2003」に出演。自らのトリオを率いての演奏はもちろん、ハービー・ハンコック＜SUPERUNIT＞に急遽招かれ、チャカ・カーン、ジャック・ディジョネット、ジョシュア・レッドマンなど、超一流アーティスト達と共演。
- 9月 - NHK「トップランナー」に出演。
- 10月 - 東北放送でDJ番組＜松永貴志 放課後のJAZZ＞が始まる。
- 11月 - 全曲書き下ろしオリジナルによる2ndアルバム「MOKO-MOKO」（EMI）を発表。

2004年
- 1月 - スイングジャーナル誌ジャズ・ディスク大賞＜ニュー・スター賞＞受賞。
- 2月 - グラミー賞受賞アーティスト、ボビー・マクファーリンと共演する。「咲くやこの花賞」（大阪市芸術文化賞）受賞。全米およびヨーロッパ、アジアなど世界各国で「STORM ZONE」発売。ブルーノート・レーベル70年の歴史上、最年少のリーダー録音記録を樹立。
- 3月 - 本人出演のNTTドコモ関西のTVCMが始まる。第14回「出光音楽賞」受賞。アエラ（AERA）3月号の表紙掲載。
- 4月 - 本人演奏・作曲の「オープン・マインド」が、テレビ朝日系「報道ステーション」のテーマ曲としてスタートする。
- 5月 - NYトリオ(B-ウゴナ・オケグォ、Ds-エリック・ハーランド)を率いた3rdアルバム「TODAY」（EMI）を発表。韓国プロモーションツアーを行う。KBS・EBSをはじめ各メディアに取り上げられる。
- 7月 - NHK大阪ホールにて「青少年のためのコンサート」で大阪フィルハーモニー交響楽団（大植英次指揮）と共演。
- 9月 - NYトリオを率いて「東京JAZZ2004」の再出演他、全国で15日間のJAPANツアーを行う。
- 10月 - 台湾で開催された「台中ジャズフェスティバル」に出演。

2005年
- 1月 - イギリスのEMIにてロビーコンサートを行う。ヨーロッパ各国を訪問。その後も何度も渡米し世界に見聞を広める。
- 9月 - NYトリオによる2度目の全国12ヵ所でのコンサートホールツアーを行う。
- 11月 - 「2005かんでんハーモニアスファミリーコンサート」で、大阪フィルハーモニー交響楽団（井上道義指揮）と共演。
- 12月 - 2日間開催された「ドコモHearty Xmas Concert」で、初のプロデュースと自ら率いるトリオ及びテレマン室内管弦楽団のアレンジを行う。

2006年
- 1月 - NYトリオによる「無機質オレンジ」（EMI）発売。成人の日にサントリーホールで新日本フィルハーモニー交響楽団（岩城宏之指揮）とガーシュウィンの 「ラプソディ・イン・ブルー」を共演。
- 3月 - NYトリオで3度目の全国11ヵ所コンサートホールツアーを成功させる。
- 4月 - 読売テレビの情報番組テーマ曲「ブラボー」を作曲、演奏。
- 6月 - 昭和女子大学人見記念講堂で行われた、テレビ朝日系「題名のない音楽会21」で東京シティ・フィルハーモニック管弦楽団（飯森範親指揮）と共演し、初のオーケストラのアレンジ（無機質）を初演。これは7月に放送(番組名「ヌーヴォー VS ヴィンテージ」)された。
- 7月 - ショスタコーヴィチ生誕100年を記念してアクロス福岡シンフォニーホールで開催されたコンサートで、九州交響楽団（井上道義指揮）と共演。クラシックピアノの演奏で、松永貴志の新たな一面を披露した。＜演奏曲：ピアノ協奏曲第2番ヘ長調作品102＞
- 10月 - 30・31日の2日間にわたって、新日本フィルハーモニー交響楽団（井上道義指揮）と共演。

2007年
- 2月 - 「咲くやこの花賞」の音楽監督を行う。
- 6月 - オーケストラとダンスの完全融合、シンフォニック・バレエ「ラプソディ・イン・ブルー」を東京フィル、大阪センチュリー響、服部有吉、金聖響、ラスタ・トーマスとともに全国で上演。再度NHK「トップランナー」にゲスト出演。
- 8月 - テレビ朝日系「題名のない音楽会21」でゲスト司会をし、演奏以外のジャンルに活動を広める。
- 9月 - オーチャードホールで行われた「10人のピアニスト」にコンテンポラリーダンサーの辻本知彦と共にゲスト出演。
- 10月 - テレビ朝日系「題名のない音楽会21」で再度ゲスト司会をする。
- 11月 - 「第16回荻窪音楽祭」 で、東京佼成ウインドオーケストラ（國分誠指揮）と共演。

2008年
- 1月 - テレビ朝日系「題名のない音楽会21」で3度目のゲスト司会をする。
- 2月 - 高等学校が使用する現代社会教材「最新図説現社」2008年版に松永貴志が掲載される。「咲くやこの花賞」の音楽監督を再度行う。
- 4月 - 5枚目となるアルバム「地球は愛で浮かんでる」（EMI）をリリース。朝日放送「朝だ!生です旅サラダ」のエンディングテーマ作曲。
- 5月 - 毎日放送「情熱大陸」に特集される。
- 6月 - アルフレッド・ライオン生誕100年を記念して、「ベースの神様」と呼ばれるジャズの巨人、ロン・カーターと共演。京セラドーム大阪にて3,000人の吹奏楽と共演。
- 9月 - RAG FAIRのヴォイス・パーカッション奥村政佳との異色コラボレーション「松永貴志 feat. 奥村政佳 Live Tour2008」を全国5大都市で公演。「三菱チャリティーコンサート」にて平原綾香と共演。
- 10月 - フジテレビ系「新報道2001」のテーマ曲および挿入曲を作曲・演奏。
- 11月 - 本人作曲によるオーケストラ曲「無機質」を関西フィルハーモニー管弦楽団と共演。
- 12月 - アポロシアター世界チャンピオンのダンサー「TAKAHIRO」の初日本公演をサポートし共演する。年末、RAG FAIRと武田真治をゲストに迎えたオーチャードホールでの自身のライブを行う。

2009年
- 2月 - 「咲くやこの花賞」の音楽監督を再度行う。
- 3月 - 若手現代作曲家の登竜門「just Composed2009」に選ばれ本人作曲の委嘱新作曲「hudou」を初披露・演奏。「第12回リゾート鈴鹿音楽祭」にて小柳ゆきと共演。
- 4月 - 朝日放送「NEWSゆう＋」のオープニングテーマ曲および挿入曲を作曲、演奏。
- 5月 - 学習院初等科音楽鑑賞会にて、皇太子徳仁親王、愛子内親王観覧の中、学習院初等科初のジャズコンサートで演奏。
- 6月 - 京セラドーム大阪にて3,000人の吹奏楽と再度共演。ソロピアノによる全国ツアーライブを行う。
- 8月 - ダンサーとピアニストによる舞台「3D」で服部有吉、辻本知彦、群青らと共演。
- 12月 - 兵庫県立芸術文化センターにて、佐渡裕や桂三枝（現・六代桂文枝）らと共にカウントダウン公演「ジルベスターガラコンサート」を行う。

2010年
- 1月 - 本人作曲によるオーケストラ曲「無機質」を関西フィルハーモニー管弦楽団と再び共演。
- 2月 - 「〜クラシック×ジャズ2台ピアノの挑戦〜」松永貴志×中野翔太のツアーが始まる。＜演奏曲：ガーシュウィン、パリのアメリカ人＞＜ラフマニノフ、ロシアンラプソディー＞
- 7月 - 奥村政佳(RAG FAIR)とのユニット「SO COOL」で「東京JAZZ2010」に出演。
- 8月 - ソロピアノによる全国ツアーライブを行う。
- 10月 - BS朝日「激論！クロスファイア」(田原総一朗司会)のオープニングテーマ曲及び挿入曲を作曲・演奏。「咲くやこの花賞」の音楽監督を行う。
- 11月 - 京都コンサートホールで開催されたコンサートで、京都市交響楽団（現田茂夫指揮）と共演。＜演奏曲：モーツァルト、ピアノ協奏曲第20番ニ短調K.466＞　芦屋市制70周年記念事業にて演奏。

2011年
- 2月 - 三代澤康司のドッキリ！ハッキリ！クラシックです「大人のためのドヴォルザーク"新世界より"入門」に出演し、大阪交響楽団と共演。＜演奏曲：ガーシュウィン、ラプソディー・イン・ブルー＞
- 4月 - SEIKOの人気時計ブランド「WIRED」とコラボレーション、TWO FACE 3針カレンダーモデル(AGAT020)をプロデュースする。
- 5月 - 「東日本大震災チャリティーコンサート〜芦屋から被災地へ〜」を自ら企画し、その想いに賛同した宮川大助、hiroko(mihimaruGT)、川嶋あい、奥村政佳(RAG FAIR)、FRIED PRIDEなど様々なアーティストが参加し、被災地へエールを送ると共に、公演の収益全額を寄付した。
- 6月 - 京セラドームにて3,000人の吹奏楽と再度共演。
- 8月 - ブレイクダンサーの群青との異色コラボレーション「松永貴志×群青Special Duo」、全国6ヵ所での公演が始まる。
- 9月 - 「2011東北復興チャリティーコンサートin花巻with LIGHT UP NIPPON」で、南こうせつ、川嶋あい、大渡亮(Do As Infinity)、ネプチューンらと共に、被災地岩手にて復興支援コンサートを行う。
- 10月 - SEIKOの人気時計ブランド「WIRED」とコラボレーション、TWO FACE スペシャルエディション(AGAV066)をプロデュースする。
- 12月 - プロデビュー10周年記念「クリスマスジャズライブ〜威風堂々〜」をザ・シンフォニーホールで行い、ジャズでは異例の1700人の観客を動員し大成功させた。

2012年
- 1月 - ABCラジオでDJ番組「松永貴志のミュージックファイル」が始まる。タップダンサーHIDEBOHとのコラボレーション「松永貴志×HIDEBOH」を行う。
- 3月 - nanoのアルバム『nanoir』(Calc.)の編曲・演奏を担当する。
- 4月 - 「坂道のアポロン」(CX系アニメノイタミナ)の中で、主人公西見薫のピアノを全て演奏。また、劇伴楽曲を3曲提供、プロデューサー菅野よう子とコラボレーションを果たした。「坂道のアポロン」オリジナル・サウンドトラック（エピックレコード）をリリース。朝日放送「朝だ!生です旅サラダ」のエンディング曲を作曲・演奏。スカイA「全部見せます！ゴルフシリーズ」のオープニングテーマ曲及び挿入曲を作曲・演奏。
- 6月 - 京セラドームにて3,000人の吹奏楽にゲスト出演。
- 7月 - 関西テレビ「朝だ！タメ男」のオープニングテーマ曲及びエンディング曲を作曲・演奏。朝日放送「朝だ!生です旅サラダ」のエンディング曲を作曲・演奏。「坂道のアポロン」オリジナル・サウンドトラックプラスmore&rare（エピックレコード）をリリース。
- 9月 - 「杜の都ジャズライブ」を東京エレクトロンホール宮城にて行い大成功させた。
- 10月 - 朝日放送「朝だ!生です旅サラダ」のエンディング曲を作曲・演奏。SECOMのコマーシャルを作曲・演奏。関西テレビ「二代目ショウヘイへの道」テーマ曲を作曲・演奏。
- 11月 - ソルマックのコマーシャルを演奏。
- 12月 - 田中公平とのコラボCD「ピアノpianoぴあの」を発表。サクラ大戦の演奏と編曲を手掛ける。

2013年
- 4月 - フジテレビ系全国ネット「スーパーニュース」のテーマ曲、BGMを作曲・演奏。テレビ朝日題名のない音楽会で、八代亜紀×松永貴志のデュオで出演。
- 6月 - 京セラドームにて3,000人の吹奏楽にゲスト出演。
- 10月 - メジャーデビュー10周年公演を東京第一生命ホールで行い大成功させる。
- 11月 - デビュー10年を記念してアルバム「GOOD NEWS!」を発表。
- 12月 - パリのルーヴル美術館で行われた国際親善記念コンサートに出演。世界的ダンサー・カリード・フリーマン×松永貴志×TAKAHIROのコラボが実現。

2014年
- 1月 - 田中公平とのコラボCD「ガンバスター交響詩」を発表。
- 3月 - 岩手県北上市にて、東日本大震災復興支援チャリティーディナーショーを行う。
- 4月 - 世界自閉症啓発デー「Warm Blue2014」で石井竜也と共演。
- 5月 - 関西テレビ「カンテレ通信」のテーマ曲、エンディング曲を作曲。
- 6月 - 「A NEW GENERATION OF ORIGINAL MUSIC」ニューヨーク公演を成功させる。京セラドームにて3,000人の吹奏楽にゲスト出演。
- 7月 - 綾戸智恵×松永貴志公演を神戸文化ホールで行う。
- 8月 - 「アニソンのネ申降臨！田中公平withヨコハマ・ポップス・オーケストラ」で、田中公平、田中真弓、きただにひろし、でんぱ組.inc、栗田博文、神奈川フィルハーモニーと共演。

## ディスコグラフィ
- 「GOOD NEWS!」（ユニバーサルミュージック、TYCJ-80002、2013年11月27日発売）
- 「坂道のアポロン」オリジナル・サウンドトラックプラスmore&rare（エピックレコード、ESCL-3879、2012年7月25日発売）
- 「坂道のアポロン」オリジナル・サウンドトラック（エピックレコード、ESCL-3874、2012年4月25日発売）
- TAKASHI（東芝EMI、TOCJ-68058、2003年5月28日発売）
- MOKO-MOKO（東芝EMI、TOCJ-68059・TOCJ-68080（再発売）、2003年11月6日発売）
- TODAY（東芝EMI、TOCJ-68063、2004年5月26日発売）
- 無機質オレンジ / INORGANIC ORANGE（東芝EMI、TOCJ-68071、2006年1月12日発売）
- 地球は愛で浮かんでる / Love Makes The Earth Float（EMIミュージック・ジャパン、TOCJ-68078、2008年4月30日発売）

## オリジナル楽曲
- 宿題(2001年)
- メロン(2001年)
- 空高く(2002年)
- NIGHT RIVER(2002年)
- HIGHWAY BLUES(2002年)
- 神戸(2003年)
- 南十字星(2003年)
- MOKO-MOKO(2003年)
- 新しい朝(2003年)
- 道頓堀川(2003年)
- JUNGLE SONG(2003年)
- 哀しみの世界(2003年)
- STORM ZONE(2003年)
- 夢の扉(2003年)
- 鯨のブルース(2003年)
- オープン・マインド(2004年)
- メタル・ドラゴン(2004年)
- SUNSET IN THE CITY(2004年)
- にゃーにゃーダンス(2004年)
- HAMBURGERING(2004年)
- 無機質オレンジ(2005年)
- DAN DAN DAN(2005年)
- 鬼が島(2005年)
- サ・カ・ナ・ノ・ナ・ミ・ダ(2005年)
- SKY DE SKY(2005年)
- MUKISHITSU(2006年)
- BRAVO!(2006年)
- 時の砂(2008年)
- マッド・クラブ・パーティ(2008年)
- 地球は愛で浮かんでる(2008年)
- ストリート・パフォーマー(2008年)
- 海岸通り(2008年)
- パウエル・サークル(2008年)
- ラ・スル・グロワール(2008年)
- 水風船(2008年)
- 風のトラベラー(2008年)
- 朝への扉(2008年)
- サニーウォーク(2008年)
- ニュースクリップ1・2(2008年)
- We're friends!(2009年)
- あなたの記憶(2009年)
- just Composed2009 / hudou(2009年)
- クロスファイア(2010年)
- 君へ(2011年)
- マジックボール(2011年)
- ゆりかもめ(2011年)
- ピュアスマイル(2011年)
- Easy Waltz(2012年)
- メモリー(2012年)
- FRIC RUN(2012年)
- ピース(2012年)
- Albatross(2012年)
- ティアラガール(2012年)
- MUSIC FILE(2012年)
- wake up,please(2012年)
- valse non dose(2012年)
- kirakira road(2012年)
- forever(2013年)
- マジックキャット(2013年)

## 過去に共演したオーケストラ
東京フィルハーモニー交響楽団、新日本フィルハーモニー交響楽団、日本フィルハーモニー交響楽団、東京シティフィルハーモニック管弦楽団、東京佼成ウインドオーケストラ、京都市交響楽団、大阪フィルハーモニー交響楽団、関西フィルハーモニー管弦楽団、大阪センチュリー交響楽団、大阪交響楽団、吹田市交響楽団、兵庫芸術文化センター管弦楽団、テレマン室内管弦楽団、九州交響楽団